# Brachyglossina williamsi
Brachyglossina williamsi là một loài bướm đêm trong họ Geometridae.